# شوربليسبيتز
شوربليسبيتز (بالإنجليزية: Chörblispitz)‏ هو أحد جبال سلسلة الألب السويسرية وجزء من القمة الأم شوبفينسبيتز يقع في كانتون فريبورغ، سويسرا. يبلغ ارتفاع الجبل حوالي 2103 متر، بينما يبلغ ارتفاع نتوء الجبل 176 متر.